# Kirk Kapitals huvudkontor
[Uppdatering behövs]

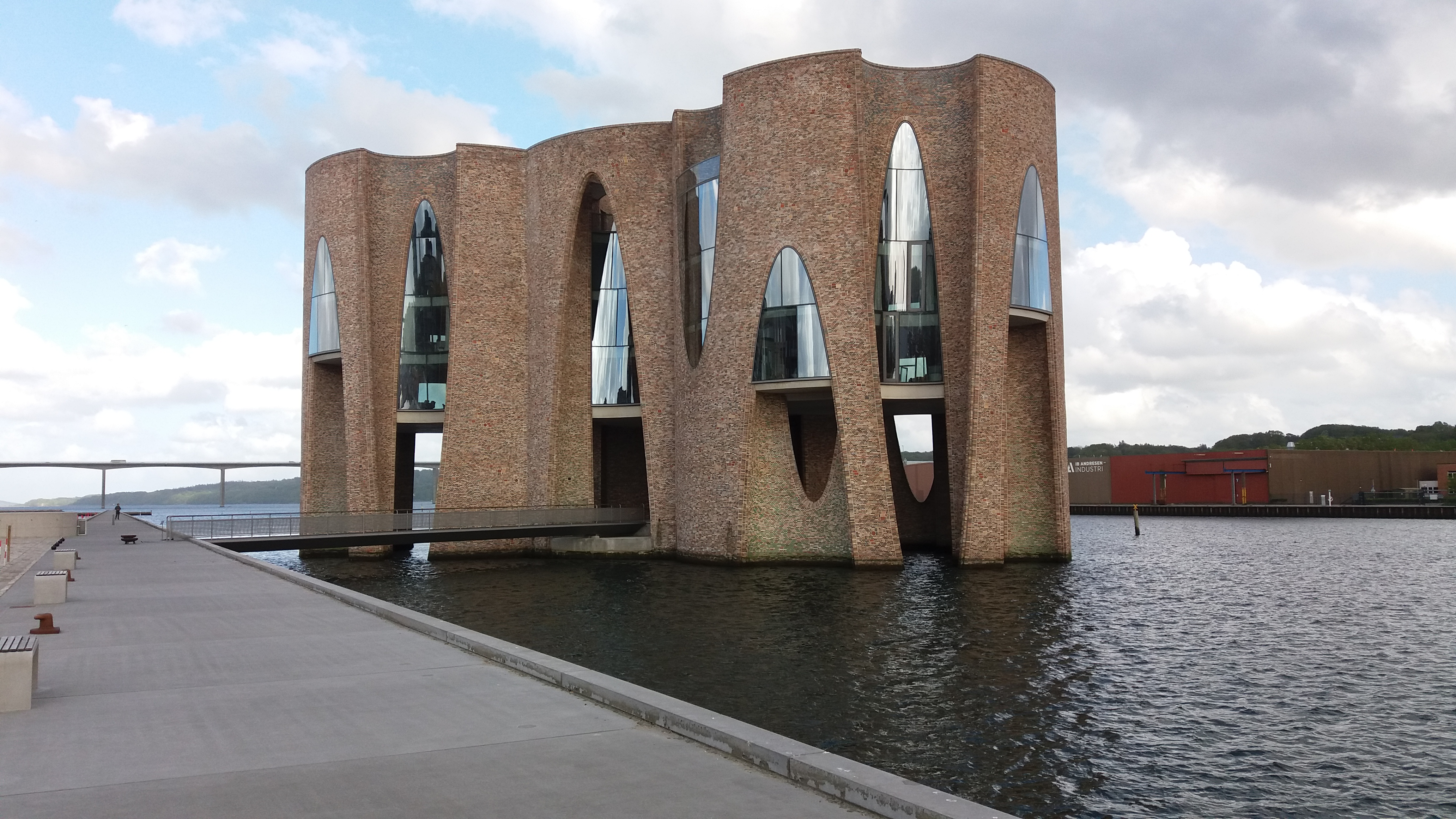
Fjordenhus

Kirk Kapitals huvudkontor är ett byggnadsprojekt i hamnen i Vejle i Danmark.
Som en del av ett utvecklingsprojekt för Vejle Lystbådehavn sålde Vejle kommun 2014 Havneøn på 24.400 kvadratmeter till Kirk Kapital A/S. Detta är ett företag ägt av familjen Kirk Christiansen, som kontrollerar Lego via Kirbifonden. Kirk Kapital har ingått ett avtal med Olafur Eliasson att utforma byggnationen inom en projektorganisation med Lundgaard og Tranberg Arkitekter, Hundsbæk & Henriksen A/S och E. Pihl & Søn A.S. Området på själva Havneøn ska bebyggas med bostäder i nio punkthus, och utanför ön i vattnet ska uppföras ett huvudkontor för Kirk Kapital A/S.
Kirk Kapitals kontorsbyggnad ska byggas i hamnbassängen omedelbart utanför huvudön. I bassängen ska för byggnationen torrläggas ett 2.250 kvadratmeter stort område efter det att upp till 26 meter långa spont hamrats ned i bassängbotten. Grunden förstärks med betongpålar genom bottensedimenten ned till fast grund. 
Kontorsbyggnaden är tre våningar hög, och bottenplanet ska bli ett offentligt utrymme med kafé, med två kontorsvåningar ovanpå. Huset består av sammanfogade runda, något ovala husdelar med böjda tegelväggar. Byggnaden nås via en bro från Havneøn. Byggnaden planeras vara klar 2017.[uppföljning saknas]